# Youtuber

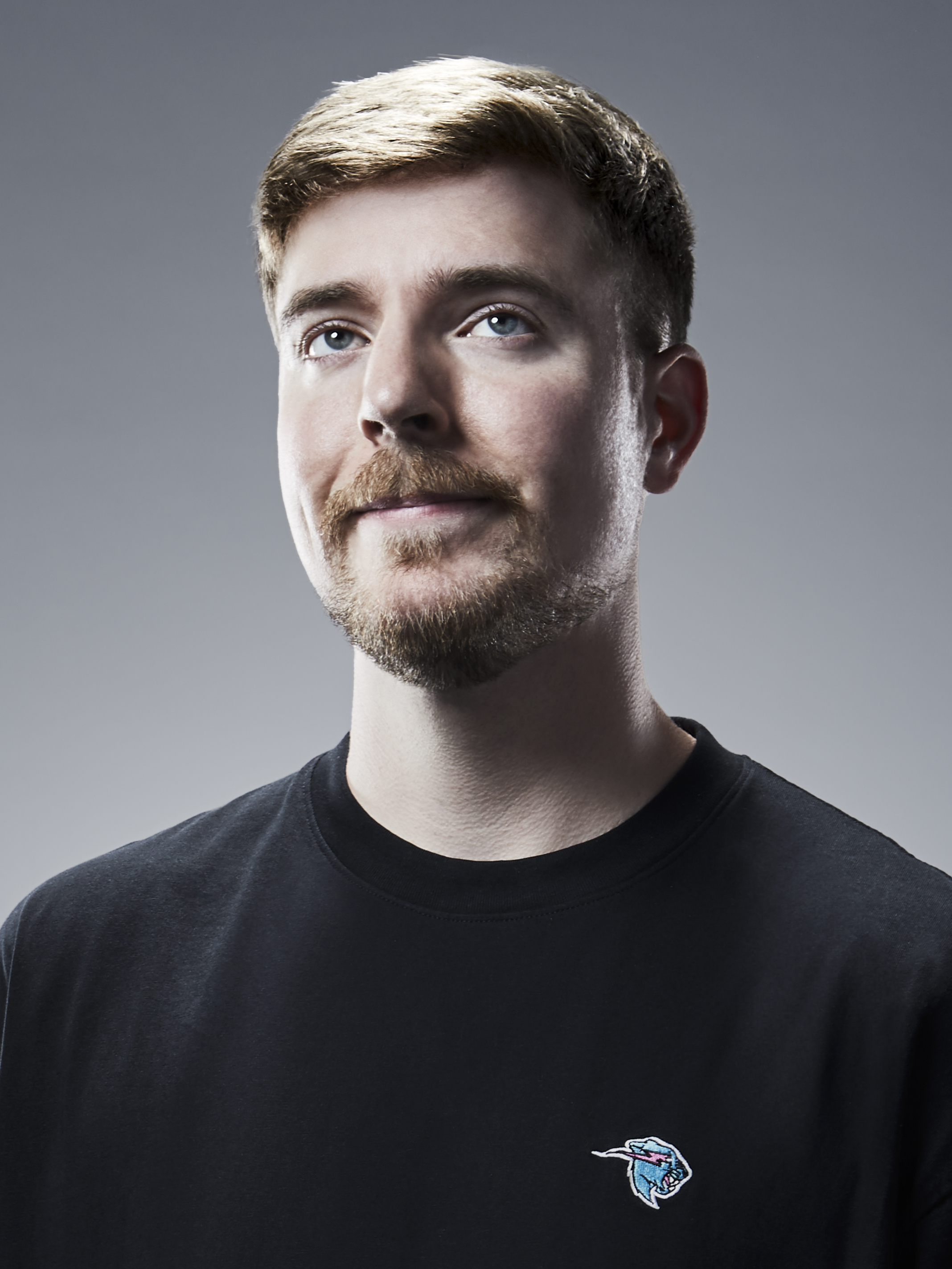
MrBeast es en la actualidad el youtuber con la mayor cantidad de suscriptores a nivel mundial.

Un youtuber o yutubero es un productor y creador de contenido audiovisual que usa YouTube como su plataforma de comunicación. Algunos yutuberos tienen patrocinadores corporativos que pagan por la colocación de productos en sus videos o producción de anuncios en línea.

## Etimología

Logotipo actual de YouTube.

El término youtuber es un anglicismo que hace referencia a aquellas personas cuya principal o única plataforma de contenido son los canales de YouTube, subpáginas personalizadas de la plataforma para compartir videos dentro de esta.
En español, se admite este anglicismo en cursiva, así como las adaptaciones hispanizadas yutúber (plural yutúberes o yutúbers), youtubero y yutubero (utilizando el sufijo español -ero en lugar del inglés -er), siendo esta última la más recomendada, tanto por la Real Academia Española como por la Fundéu, por adaptarse mejor a las normas del español.

## Historia

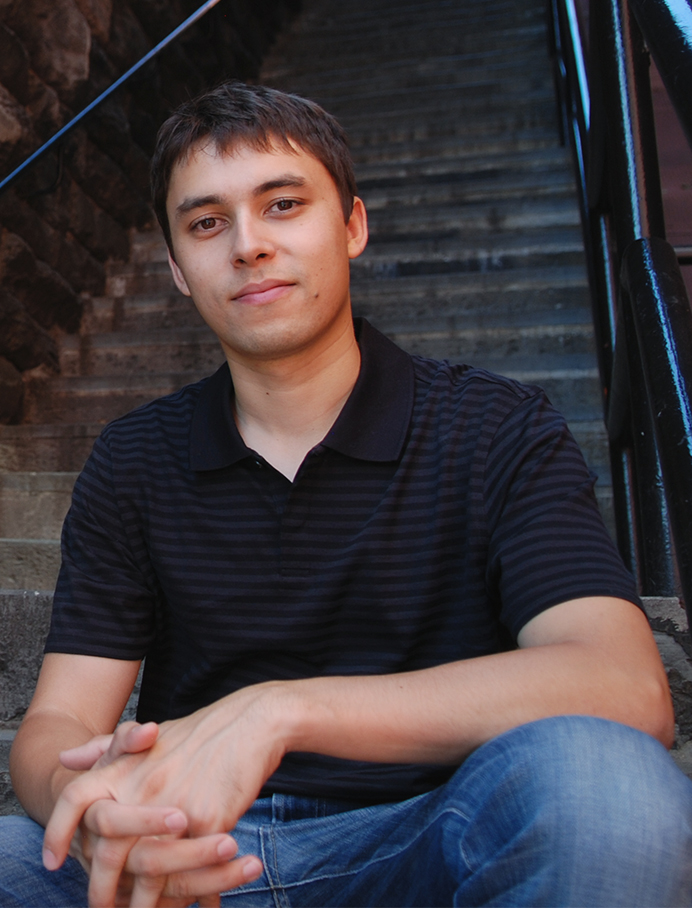
El cofundador de YouTube Jawed Karim creó el primer canal de YouTube, «jawed», el 23 de abril de 2005.

El nombre de dominio de Internet www.youtube.com se activó el 14 de febrero de 2005 por Chad Hurley, Steve Chen y Jawed Karim, cuando trabajaban en PayPal. El primer canal de YouTube, «jawed», fue creado el 23 de abril de 2005 PDT (24 de abril de 2005 UTC) por el cofundador de YouTube del mismo nombre. En octubre de 2005, YouTube introdujo la posibilidad de suscribirse a canales de YouTube. The New York Times afirma que la mayoría de los vídeos de YouTube hasta 2006 eran sobre diferentes formas de talento, citando escenas de acción invertida, sincronía de labios y el talento de otras personas que se subían a través de extractos de vídeos como los de Saturday Night Live. En junio de 2006, firmas reconocidas de Hollywood y la industria de la música habían comenzado a establecer vínculos comerciales formales con el talento «local» de YouTube. Se cree que el primero de ellos fue el bloguero cómico Brooke «Brookers» Brodack (a través de Carson Daly), seguido por el cantante Justin Bieber (a través de Usher), y Bassem Youssef especializado en la sátira política (a través de un canal de televisión egipcio). En 2007, YouTube comenzó su «programa de socios», un acuerdo de intercambio de ingresos de publicidad que permitió a los usuarios de YouTube ganar dinero con los vídeos que subían a la plataforma.
A fecha de octubre de 2015, había más de 17 000 canales de YouTube con más de 100 000 suscriptores y casi 1500 con más de un millón.

## Influencia
Según múltiples estudios, los yutuberos se han convertido en una importante fuente de información y entretenimiento para la generación milennial. Los yutuberos más influyentes son considerados con frecuencia como micro celebridades. Dado que YouTube está ampliamente concebido como una plataforma de videos de redes sociales de abajo arriba, las microcelebridades no parecen estar involucradas con el sistema establecido y comercial de la cultura de las celebridades, sino que parecen autónomos e independientes. Esta apariencia a su vez hace que los usuarios de YouTube sean vistos como más identificables y auténticos, también fomentado por la conexión directa entre el artista y el espectador que utiliza el canal de YouTube.
En una encuesta de 2014 realizada por la Universidad del Sur de California entre estadounidenses de 13 a 18 años sobre si 10 celebridades de YouTube o 10 celebridades tradicionales eran más influyentes, las personalidades de YouTube ocuparon los primeros cinco puestos de la clasificación, con Smosh como el más influyente. En 2015 se repitió la encuesta y dio como resultado que seis yutuberos ocupaban las primeras filas, con KSI como el más influyente.
Varios yutuberos prominentes y su influencia fueron sujeto de estudios científicos, tales como Zoella y MrBeast. Debido a este nivel de influencia, Robert Hovden abogó por la creación de un nuevo índice similar al índice g y el índice h para evaluar la producción e impacto de una persona en YouTube.

## Yutuberos menores de edad
Los adolescentes utilizan YouTube como parte de la construcción de su identidad, pues les permite ser partícipes e integrarse en el mundo digital, en donde hacen el papel de prosumidor; algunos autores analizan los riesgos que esto puede representar para ellos, como la falta de protección de su información en línea o el acceso y difusión de contenidos inadecuados para su edad.

## Éxito comercial
El éxito de sus vídeos de YouTube ha convertido a los yutuberos en el objetivo de los patrocinadores corporativos que pagan para ser incluidos en los vídeos. En 2015, Forbes informó que Felix Kjellberg, conocido en YouTube como PewDiePie, había ganado 12 millones de dólares en el año 2014, más que algunos actores famosos, tales como Cameron Díaz o Gwyneth Paltrow. En agosto de 2018, se supo que Walmart, Nordstrom y otras empresas buscaban patrocinar a yutuberos.

## YouTube Rewind
Al final de cada año, desde 2010 hasta 2019, YouTube lanzó un vídeo denominado YouTube Rewind con los yutuberos más populares del año. El vídeo estaba protagonizado por aquellos vídeos, personas, música, películas, memes y momentos más populares del año en YouTube y en otros lugares.